# Filialkirche St. Radegund (Ruden)

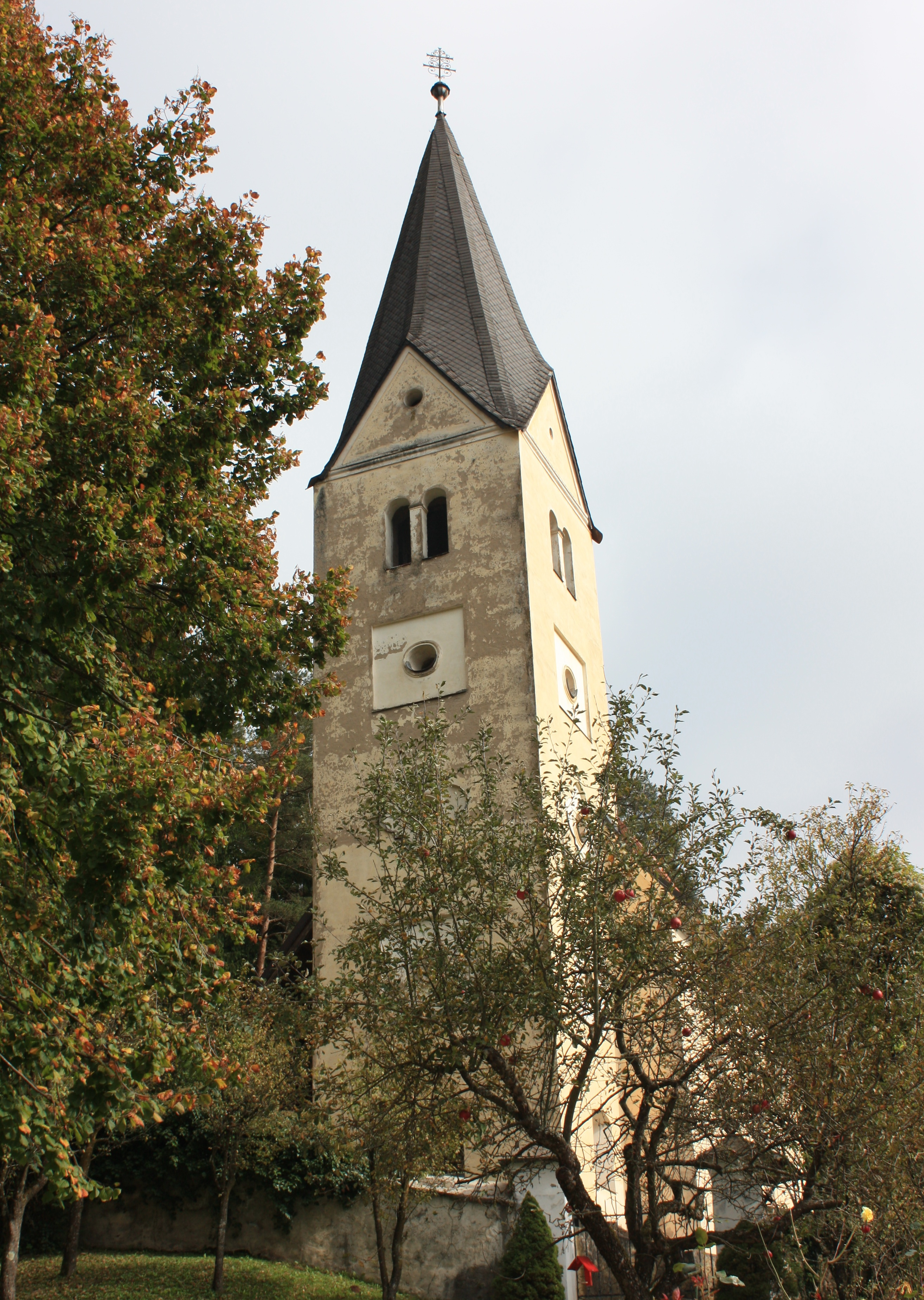
Filialkirche St. Radegund

Die römisch-katholische Filialkirche St. Radegund in der Gemeinde Ruden gehört zur Pfarre Gorentschach. Die Kirche fand 1213 anlässlich eines Streits zwischen dem Stift St. Paul im Lavanttal und dem Völkermarkter Archidiakon erstmals Erwähnung. Das Gebäude steht unter Denkmalschutz (Listeneintrag).

## Baubeschreibung
Das barocke Gotteshaus wurde 1668 unter Abt Rottenhäusler über einer älteren Anlage erbaut. Der durch Blendfelder geschmückte Westturm wird von einem achtseitigen Spitzhelm bekrönt. Eine Glocke goss 1828 Vinzenz Gollner.
Das Tonnengewölbe mit Stichkappen im zweijochigen Langhaus wird durch Grate verstärkt. Ein rundbogiger Triumphbogen verbindet das Langhaus und den einjochigen kreuzgratgewölbten Chor mit Dreiachtelschluss. Die szenischen Malereien an den Schildwänden des Chores entstanden 1907.

## Einrichtung
Der Hochaltar mit Opfergangsportalen stammt aus dem ersten Viertel des 18. Jahrhunderts. Der Altar trägt im Hauptgeschoß die Figur der heiligen Radegundis und am Giebel die des heiligen Oswald. Am rechten Seitenaltar aus der Mitte des 18. Jahrhunderts steht die Statue des heiligen Antonius. Die Kanzel aus dem zweiten Viertel des 18. Jahrhunderts ist an den Brüstungsfeldern mit den Darstellungen der vier Evangelisten bemalt.